# Meleoma pyknotrichia
Meleoma pyknotrichia is een insect uit de familie van de gaasvliegen (Chrysopidae), die tot de orde netvleugeligen (Neuroptera) behoort. 
Meleoma pyknotrichia is voor het eerst wetenschappelijk beschreven door Penny in 2006.